# 村上国治
村上 国治（むらかみ くにじ、1923年1月5日 - 1994年11月3日）は、日本の政治運動家である。日本共産党札幌市委員会委員長。
1952年に起きた白鳥事件において殺人の共謀共同正犯で懲役20年の有罪判決が確定。冤罪を主張したが、再審請求および特別抗告は認められず、有罪は取り消されなかった。仮釈放後は埼玉県で暮らしたが、自宅での火災により焼死した。

## 経歴
北海道上川郡比布村（現・比布町）出身。
いつも級長か副級長を務め皆に好かれる性格であったが、賭博好きな父は友人の借金の保証人となり家と田畑を手放すこととなった。村上は高等小学校卒業後に比布農協・南雲牧場・旭川の木材会社と職を代え、より高給な捕鯨船の船員になることを目指して東京の無線学校に通った。成績優秀であったことから入学から８カ月後に徴用されて所沢の陸軍航空隊に配属、中国の広東飛行場へ送られる。ここで中国側の宣撫放送を聞いて社会の矛盾に目覚めた。ニューギニア戦線に派遣される予定であったが（部隊はその後全滅した）、マニラでマラリアと助膜炎を患って滞留したことが幸いして九死に一生を得た。広島の陸軍病院に転送されて回復後、新潟県の高田航空隊に配属されて終戦を迎えた。
戦後は日本共産党比布細胞が結成されると率先して入党し、革命を志した（姉の千代も翌年入党）。1951年４月に占領目的阻害行為処罰令違反で逮捕・収監された。札幌委員会の委員長に抜擢された同党が51年綱領を打ち出した同年10月ごろに札幌委員会委員長となる。同時に非合法活動を行う軍事委員会の委員長も兼任した。
1952年1月21日、札幌市警察本部警備課長の白鳥一雄警部が射殺される白鳥事件が発生。同年10月1日、他の容疑者とともに逮捕された。
1957年5月7日、札幌地裁で無期懲役判決、控訴。1960年5月31日、札幌高裁で懲役20年の判決、上告。1963年10月17日、最高裁で上告棄却判決、有罪が確定し、網走刑務所に収監された。
1965年10月21日、獄中から札幌高裁に再審申立。1969年6月13日、札幌高裁は再審請求棄却、異議申立。1969年11月14日、仮釈放。1971年7月16日、札幌高裁は異議申立を棄却、最高裁へ特別抗告。1975年5月20日、最高裁に特別抗告を棄却されたものの、「再審制度においても『疑わしいときは被告人の利益に』という刑事裁判の鉄則が適用される」という通称「白鳥決定」を引き出した。 
この間、村上は終始無実を主張、獄中では処遇改善を求め詩作もする中、事件は社会的関心をよび、110万人余の署名、79市町村の地方決議、白鳥大行進など大衆的裁判運動が進められる一方、唯一の物証であった弾丸の証拠価値が崩され、裁判所も権力犯罪が存在する可能性に言及するまでになった。しかしながら、村上の一連の証言や新たに得られた物証から、札幌高裁は村上について「各事件に、申立人が関与している事実は証拠上明白」「明白な事実をことさらに否定しようとする申立人の供述には、その信ぴょう性に疑問をいだかざるをえない」と有罪である立場を変えず、最高裁判所もこの判決を支持している。
釈放後は埼玉県大宮市に住み、日本国民救援会副会長も務め、1977年に結婚して長男をもうけている。しかし、1984年11月に自転車泥棒をしたのを村上をマークしていた警察に摘発され、更にそれが翌年1月に報道された。村上は「酒に酔っていたこともあり、駐輪場わきに山積みになって放置されていた自転車を拾っただけだ。盗んだのではなくリサイクル運動だ」と主張したが、同会第40回大会において副会長を解任された。
その後村上は孤独な生活を送り、「笛に踊った悲しきピエロ」と呼ばれた。
1994年11月3日午後10時5分ころ埼玉県大宮市（現さいたま市）の自宅が全焼し、二階で焼死体となって発見された。没年71歳。

## 人物
- 1951年12月に東京都で警察官が殺害された練馬事件が発生した時には、「東京にさきにやられた」とつぶやいたといわれる[2]。
- 獄中では「没落階級のコンプレックス、ジェラシー、あせりであり、無能な没落階級の息子のやけっぱちが暴力学生の姿だ。サラリーマンになってもほとんど役にたたず、『授業粉砕』を叫びながらその陰ではレポートを提出している学生もいる、という。まったくふぬけ、なまくら能無しインテリの標本が暴力学生の正体であろう」と反代々木派の学生について日記に記しており、当時活発であった学園紛争には冷ややかだった[7]。
- 白鳥事件の再審で村上と共闘した弁護士は、「人は死ぬまで英雄であり続けることは困難である。不器用な人が、しかし、それ故に、二三年間、あのように闘い続けたのだと思うとき、私は感動する。村上さんは死に方まで不器用であった」と記している[7]。
- 裁判で検察側が用いた証言をした元中核自衛隊員のTは、村上のことを個人的にはすごくいい人だと思うとしたうえで、「そういういい人でも党を守るためにはウソをつきます。当時はそれが当然とされていました」「党員弁護士は党員個人よりも党という組織を守ることを優先します。刑事事件であっても、個々の党員に不利益をもたらすことになっても、組織の防衛が優先されるので、裁判でウソをつくこともあるのです」「国治さんの最期は可哀想です。あんなに党のために一生懸命やった国治さんは、党から見捨てられるのです。党は無情です、無情もいいところです。最高裁で最終決定が出た後、自転車泥棒事件で党から捨てられました。国治さんが火事で死んだのは、もしかして自殺かもしれないとぼくは見ています。あの頃、国治さんは飲みまくってアル中になっていたのです。国治さんは党のためという立場と個人の立場で悩みに悩んで死んでいったとぼくは思っています」と語り[7][12]、当時の軍事委員会幹部であった川口孝夫も「彼は、私の入党責任者。『左』の路線の時も、すごい活動家だった。間違いを犯したのは共産党の方針が間違っていたためで、彼個人の責任とは考えません。彼も晩年は気の毒な人でした」と北海道新聞のインタビューに答えている[13]。

## 著書
- 山田清三郎 編『怒りの十年 : 村上国治獄中文集』 新日本出版社 1962
- 白鳥事件中央対策協議会 編『網走だより : 村上国治獄中書簡集』 鳩の森書房 1965
- 村上国治獄中詩集刊行委員会, 白鳥事件中央対策協議会 編『壁あつくとも : 村上国治獄中詩・書簡書』 日本青年出版社 1969
- 『網走獄中記 : 白鳥事件-村上国治たたかいの記録』日本青年出版社 1970
- 『村上国治詩集』日本青年出版社 1972